# Prawdinsk
Prawdinsk, Frydland (ros. Правдинск; niem. Friedland in Ostpreußen; lit. Romuva) – miasto w obwodzie królewieckim w Rosji na terenie Barcji (4 tys. mieszkańców w 2021).
Miejscowość położona nad rzeką Łyną, około 30 km na północny wschód od Bagrationowska i 25 km na południe od Gwardiejska, 10 km od granicy z Polską.
W mieście rozwinął się przemysł spożywczy.

## Historia
Miasto założone przez Krzyżaków w 1312 roku przy brodzie na Łynie. Frydland otrzymał regularne rozplanowanie z czworobocznym placem rynkowym. Miasto otoczono w XIV w. murami obronnymi z 2 bramami. W 1347 zostało najechane przez wojska litewskie.

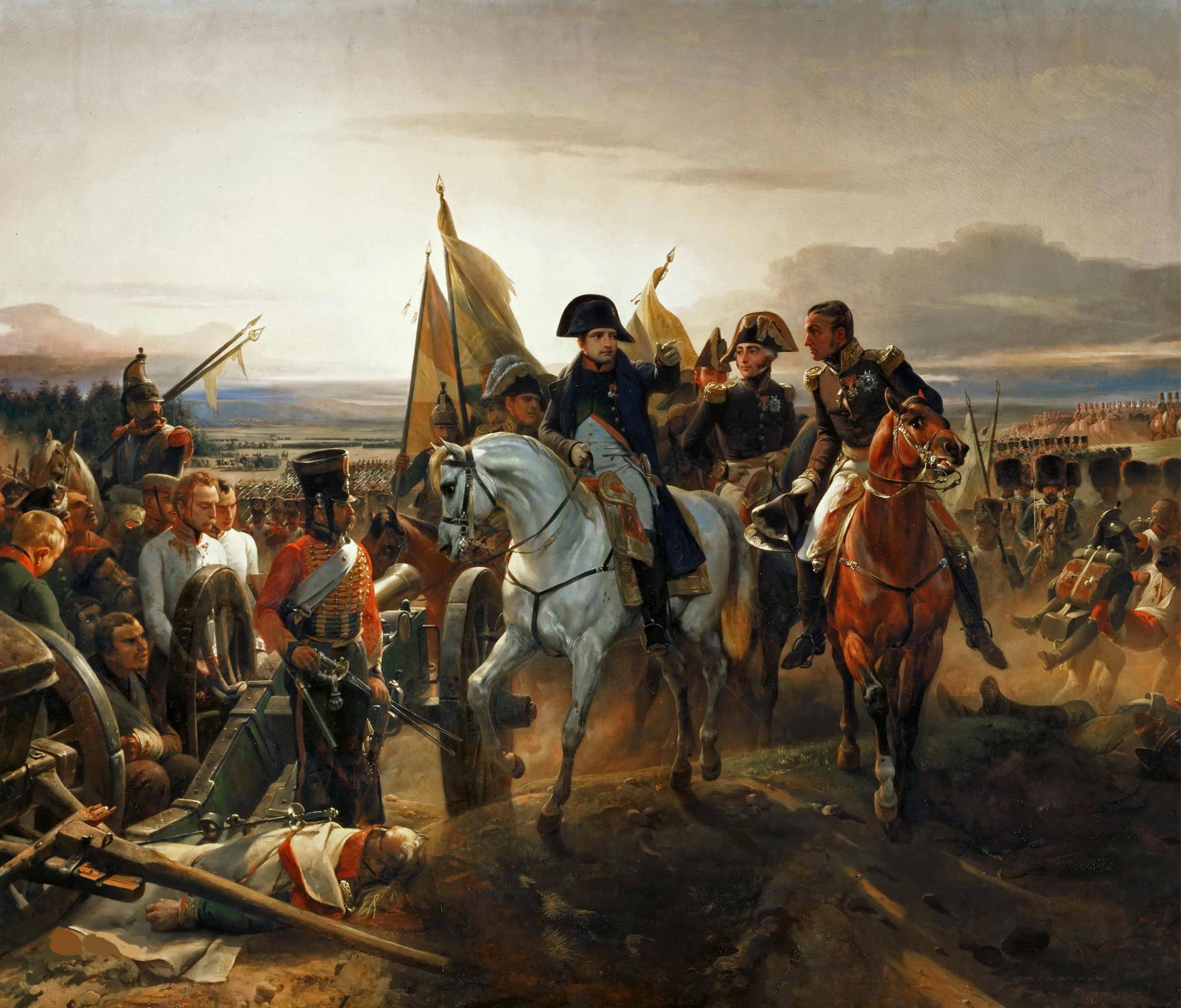
Napoleon Bonaparte na polu bitwy pod Frydlandem na obrazie H. Verneta

W 1441 miasto przystąpiło do Związku Pruskiego, który na początku 1454 zwrócił się do polskiego króla z prośbą o przyłączenie Prus do Korony Królestwa Polskiego. W lutym 1454 Kazimierz IV Jagiellończyk przychylił się do prośby i inkorporował region z miastem do Polski. Po zakończeniu wojny trzynastoletniej miasto stanowiło w latach 1466–1657 część Polski jako lenno. W tutejszej szkole naukę pobierał Celestyn Myślenta – polski teolog i wieloletni rektor królewieckiej Albertyny. W latach 1659–1661 nauczał tu natomiast polski tłumacz Jerzy Skrodzki. W trakcie II wojny północnej w 1656 miasto zostało zniszczone przez Szwedów.
14 czerwca 1807 roku w pobliżu miasta rozegrała się jedna z ważnych bitew wojen napoleońskich. Francuzi pod wodzą Napoleona, wspomagani przez Polaków odnieśli zwycięstwo nad Rosją. W bitwie odnieśli rany generał Jan Henryk Dąbrowski i pułkownik Kazimierz Turno. Zwycięstwo otworzyło drogę do utworzenia polskiego Księstwa Warszawskiego z części ziem zaboru pruskiego.
Od 1871 w granicach Niemiec. W 1877 miał miejsce pożar ratusza. Do 1902 stolica powiatu frydlandzko-bartoszyckiego przed jej przeniesieniem do Bartoszyc.
31 stycznia 1945 roku miasto zostało zdobyte przez oddziały 3. Frontu Białoruskiego. Po II wojnie światowej miejscowość przypadła ZSRR. W 1946 roku nazwę miasta zmieniono na Prawdinsk.

## Zabytki

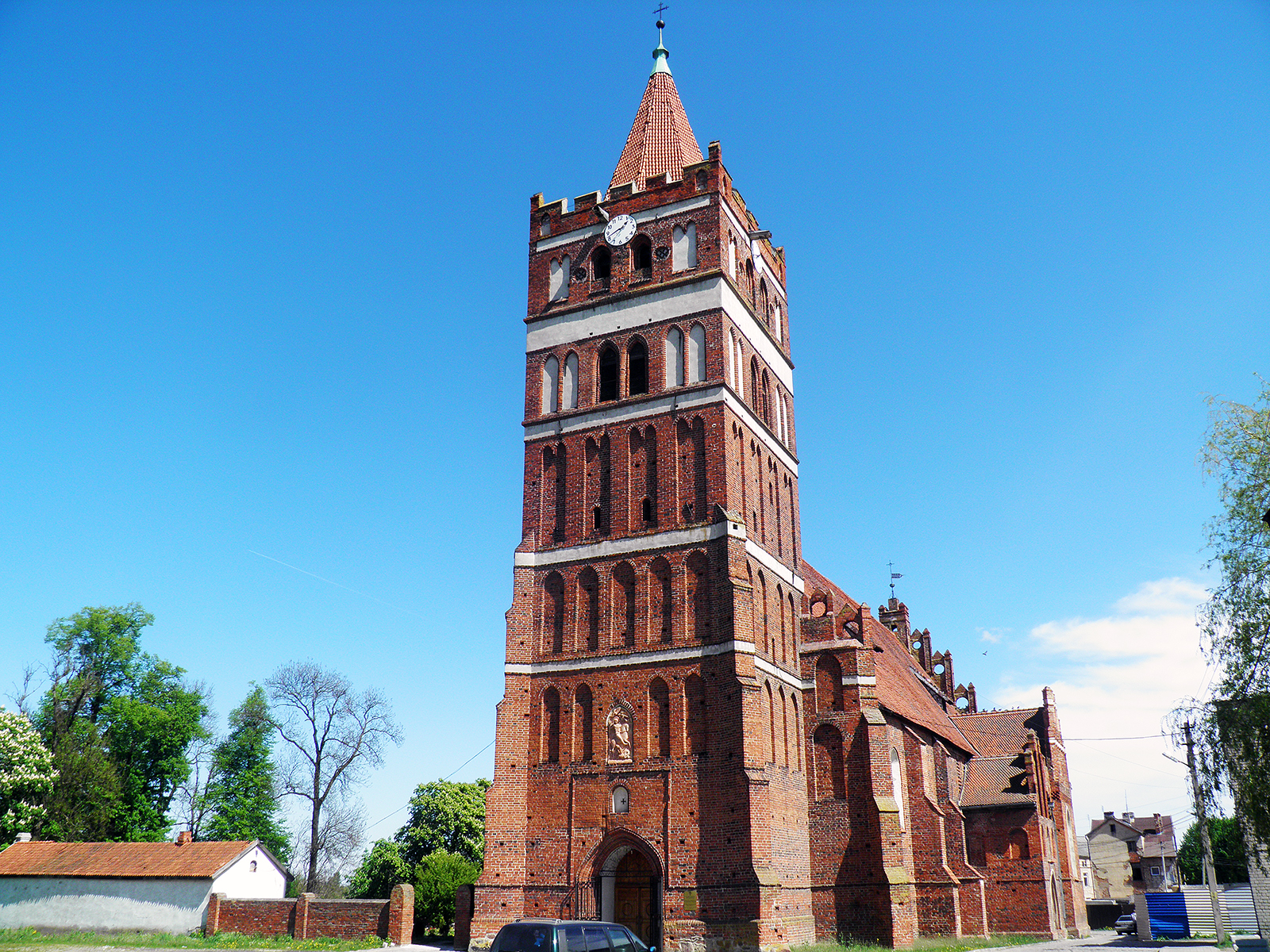
Kościół św. Jerzego

Najcenniejszym zabytkiem miasta jest gotycki kościół parafialny św. Jerzego, wzniesiony w latach około 1360–1380 i rozbudowany na przełomie XV/XVI w. (z tego czasu pochodziły drewniane rzeźbione zworniki sklepienne). Jest to ceglana trójnawowa pseudobazylika z wysoką wieżą i ozdobnym szczytem wschodnim, w którym zachowały się m.in. dwie ceramiczne maski. Powstał jako katolicki, w latach 1525–1945 służył ewangelikom, po latach opuszczenia w 2006 został odremontowany i służy parafii prawosławnej (możliwość zwiedzania wieży).
Z zabudowy historycznego centrum przetrwały nieliczne budynki, m.in. ratusz, barokowy dom z mansardowym dachem w północnej pierzei rynku. Od zachodu i południa starego miasta istnieją silnie zniszczone odcinki dawnych murów obronnych. Zachowała się również dawna wieża ciśnień.